# Heterospilus prosopidis
Heterospilus prosopidis är en stekelart som beskrevs av Henry Lorenz Viereck 1910. Heterospilus prosopidis ingår i släktet Heterospilus och familjen bracksteklar. Inga underarter finns listade i Catalogue of Life.